# Марка (одиниця ваги)

Важелі для 5, 10, 20 марок. 1871—1914. Музей Боде в Берліні

Марка (лат. marca, marcha, marcus) — одиниця ваги, яка слугувала на виготовлення срібних та золотих монет у середньовічній Західній Європі, що приблизно дорівнювала 8 тройським унціям (249 грамів). Пізніше марка стала використовуватись як грошова, чи розрахункова одиниця в Англії, Шотландії, Німеччині та скандинавських країнах.

## Історія

### Вагові одиниці середньовіччя

#### Німеччина

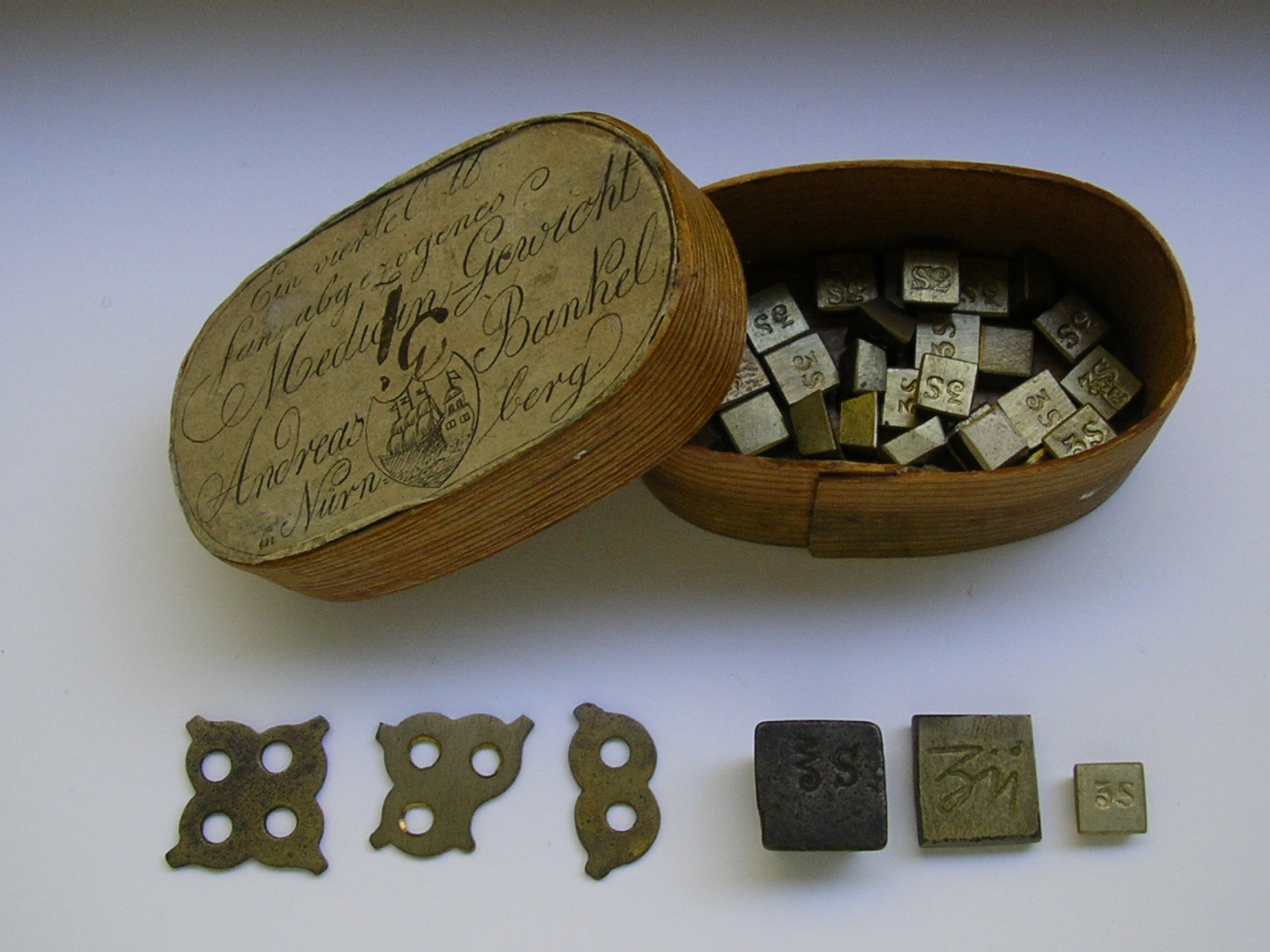
Аптекарські важки. Верхній ряд: Нюрнберські важки Андреаса Банкеля (після 1825 г.). Нижній ряд: Ваги 2 скрупули, 1½ скрупула, 1 скрупул, 4 драхми, 2 драхм, ½ драхми. Фокке-музей в Бремені

Кельнська марка — основна вагова одиниця маси коштовних металів у Німеччині, а також інших країнах Європи. Її вага складала 233, 856 грами.
Нюрнберзька марка — вагова одиниця маси коштовних металів у Німеччині та в багатьох країнах Європи. Її стандарт ваги становив 238, 569 грами. Також була широко поширена в Європі як медичні міри ваги.

#### Скандинавія
Скандинавська мідна марка — вагова одиниця для країн Скандинавії, яка мала вагу 218,3 гр. і прирівнювалася до ⅔ мідного фунта вагою 327,45 г. З 1620 року вагова марка стала еталоном для карбування мідних монет і довгий час прирівнювалася до срібної марки за Скандинавською біметалевою системою, яка скасувалася у 1776 році.

### Решта вагових марок
- Ризька срібна марка — вага 207.82 грами[4].
- Віденська марка — 280,668 грами[5].
- Празька марка — вага 253,17 грами[6].
- Голландська марка — вага 246,0839 грами[7].
- Паризька марка — вага 244,7529 грами[8].
- Марка Вюрцбурга — вага 238,62 грами[6].
- Марка Ерфурта — вага 235,40 грами[6].
- Прусська марка — вага 233.8555 грами[6].
- Товермарка — вага 233.2761 грами[9]
- Іспанська (кастильська) марка — вага 230,348 грами. 8 унцій = 64 драхми = 128 адамас = 192 скупел = 384 оболів = 1152 шилігуси = 4608 гранів[6].
- Португальська марка — вага 229,5 грами[6].
- Марка кракауер — вага 197,98 грами[6].